# 周曉東遇襲事件
周曉東遇襲事件是指一位名為周曉東的49歲香港中年男子於2019年9月15日在銅鑼灣路遇舉美國國旗、日本國旗的反修例運動示威者後，因意見不合主動挑釁對方，雙方發生口角後，被數十名示威者襲擊的事件。

## 经过
周晓东平日在茶餐厅兼职，遇袭时49岁。2019年9月15日下午5:00左右，他与朋友聚餐后回家路上遇到举美国国旗和日本国旗的示威者游行。周晓东质问这些示威者“知不知道国耻？日本侵略中国，香港也经历过三年零八个月。”随后大喊，“我是中国人，爱中国”。约10秒钟后，先有人挥拳将周晓东打倒在地，随后，数十人对其拳打脚踢，还有人用雨伞等工具进行攻击，持续了约30余秒。随后周晓东完全失去知觉，示威者们四散离开现场。媒体指，部分示威者撑开雨伞试图遮挡打人场景，但是仍有高处的摄像拍摄到了周晓东被围殴的画面。
下午6:00左右周晓东被送医。香港医管局表示，该49岁男子被送往律敦治医院，情况危殆。21时转往玛丽医院救治，医管局又表示，该男子情况已由“危殆”转为“严重”。22时，医管局回复传媒查询表示，示威衝突共计有8名傷者，年齡在18至49歲之间，其中3人情況嚴重，包括一名較早前情況危殆的傷者，經治療後現已轉為嚴重；另外有3人情況穩定，2人經治療後已出院，沒有傷者死亡。
经医生评估，周晓东的伤势包括：甩掉三个门牙、嘴唇肿胀、颧骨瘀伤、左边肋骨瘀伤、双膝擦损等，周晓东在两天后出院，随后几天接受媒体采访时自述，即使吃了止疼药，左边胸口仍然很痛，无法翻身入睡。

## 后续
2019年9月19日，周晓东接受采访时表示，自己无悔无畏，“身为中国人，将来就算再见到同样的辱国事情，仍会继续发声。”9月23日，香港多个社区代表上门慰问在湾仔被暴徒殴至重伤的市民周晓东，对他无惧黑色暴力、勇敢发出爱国之声表达敬意。被问到是否后悔面对大批暴徒时说出爱国言论，周晓东表示：“我一个人会害怕，大家站出来就不怕了。”飲食業職工總會主席郭宏興說，事發當日，周曉東正常表達自己的看法，沒有做錯任何事，不應該受到持不同意見者的暴力攻擊。
2019年11月6日，德国之声发布了对邵岚的专访。主持人向邵岚提及此事并发问：“对于意见不相同的人，示威者会对其进行殴打。9月，一名49岁的香港人周晓东，对一群示威者喊道‘我爱中国，我是中国人！’，但示威者把他打到失去意识，必须送往医院接受治疗。刚送医的时候情况危急，但他活了下来。这是你们对待意见不同人士的方法吗？”邵岚没有正视主持人，回答：“额，这当然不是理想的方式……”主持人追问：“理想？你甚至不谴责？”邵岚又回答：“我们什么都不谴责……”主持人再追问：“如果你们连这种非人道的行为都不谴责的话。你甚至不能看着我的脸，谴责这种非人道的行为吗？”视频发布后引起网民热议。